# Eating Out (filmreeks)
Eating Out is een Engelstalige, Amerikaanse serie van LHBT-georiënteerde sekscomedy's. De serie wordt gedistribueerd door Ariztical Entertainment. Het eerste deel verscheen in 2004.

## Films
- Eating Out (2004)
- Eating Out 2: Sloppy Seconds (2006)
- Eating Out: All You Can Eat (2009)
- Eating Out: Drama Camp (2011)
- Eating Out: The Open Weekend (2011)